# 紺野修司
紺野 修司（こんの しゅうじ、1933年12月3日 - 2013年5月12日）は、日本の画家、元・アニメーター、アニメーション演出家。主体美術協会会員。1957年北海道美術協会主催第32回道展知事賞。東映動画のアニメーター、虫プロダクションの初のテレビアニメ「鉄腕アトム」の原画担当者・演出家としても知られる。

## 経歴
- 1933年、北海道出身。
- 1950年10月、北海道美術協会主催第25回「道展」月光荘賞受賞[2]。高校卒業後、武蔵野芸術学校西洋画科入学。森芳雄に師事した。在学中に自由美術展に出品し始める。
- 1956年、武蔵野芸術学校西洋画科卒業[3]。
- 1957年、東映動画のアニメーター募集に応募、喜多真佐武、坂本雄作、中村和子とともに入社[4]。同年、第32回北海道美術協会主催「道展」知事賞受賞[2]。同年6月、長編アニメーション『白蛇伝』の制作に動画スタッフとして参加。
- 1958年、動画を担当したアニメーション映画『夢見童子』（東映教育映画部）、『白蛇伝』（東映動画）が公開される。
- 1959年12月、動画を担当したアニメーション映画『少年猿飛佐助』（東映動画）公開。
- 1960年8月、動画を担当したアニメーション映画『西遊記』（東映動画）公開。
- 1961年7月、動画を担当したアニメーション映画『安寿と厨子王丸』（東映動画）公開。
- 1962年、自由美術家協会会員となる。同年7月、東映動画で一緒だった坂本雄作の紹介で虫プロダクション動画部に入社し、アニメーションの演出家として活躍する。動画部の発足当初のスタッフに、おとぎプロから転職した山本暎一がいた。同年、構成を担当した3分間のアニメーション「おす」と原画を担当したアニメーション映画『ある街角の物語』が完成。この作品ではポスターの青年バイオリンと少女ピアニストを担当した。
- 1963年以降、テレビアニメ「鉄腕アトム」の原画や演出を担当。第9話「ブラックルックス」、第15話「植物人間」、第23話「ミュータント」、第27話「パール星」、第32話「ホットドッグ兵団」、第80話「ヒューマノイドピル」、第101話「地図にない世界」、第109話「不死鳥」を完成させた。
- 1964年、主体美術協会創立に参加・会員となる[3]。
- 1965年、原画を担当したテレビアニメーション『新宝島』完成。その後、虫プロ退社。ヨーロッパに渡り、翌年帰国[3]。
- 1968年以降、1976年まで、毎年、新樹会展招待出品[3]。
- 1971年、初めて個展を開く[3]。
- 1982年、「紺野修司〈'72-'82〉」展、文化庁主催第16回現代美術選抜展出品[3]。
- 1986年、「紺野修司〈'82-'86〉」展開催[3]。
- 1989年、「紺野修司自選展〈'50-'89〉」開催。同年、『紺野修司作品集 1950－1988』刊行[3]。
- 2002年7月12日、熊谷榧、滝平二郎、鳥居敏文、永井潔らとともに「『有事法制』に反対する美術家の声明」を発表[5]。
- 2013年5月12日、死去。